# Monte Rosa

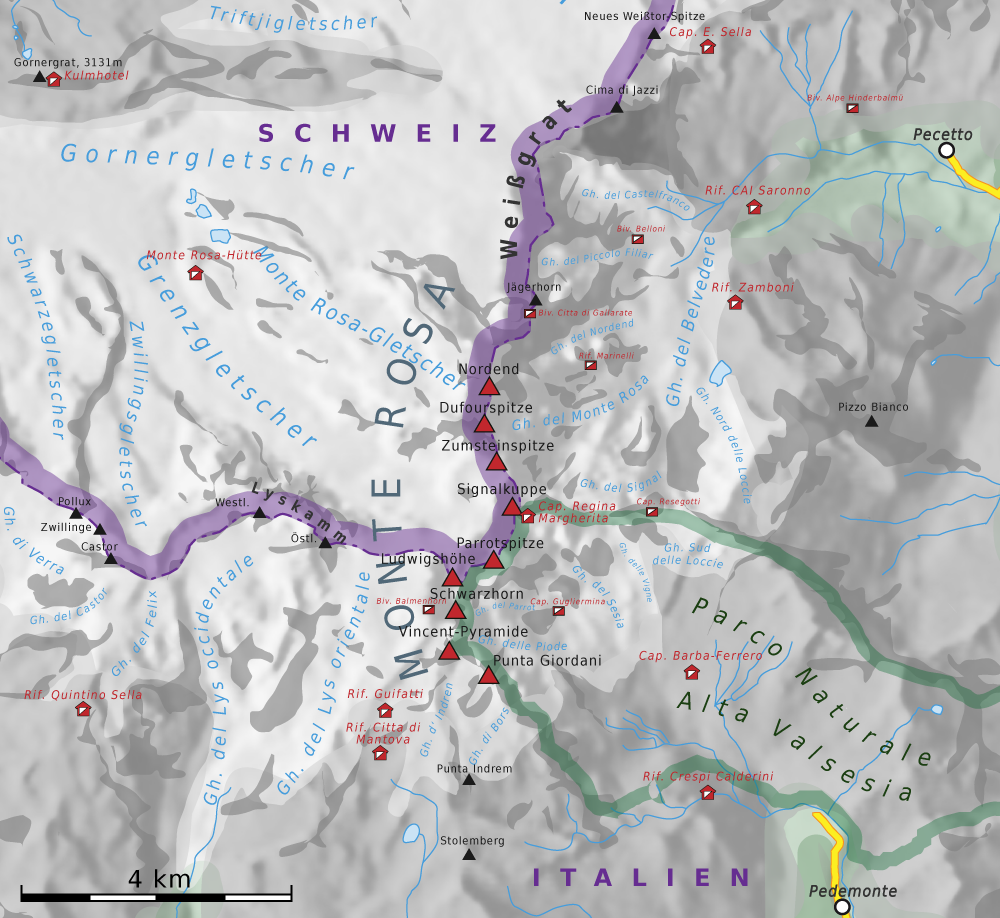
Übersichtskarte Monte Rosa

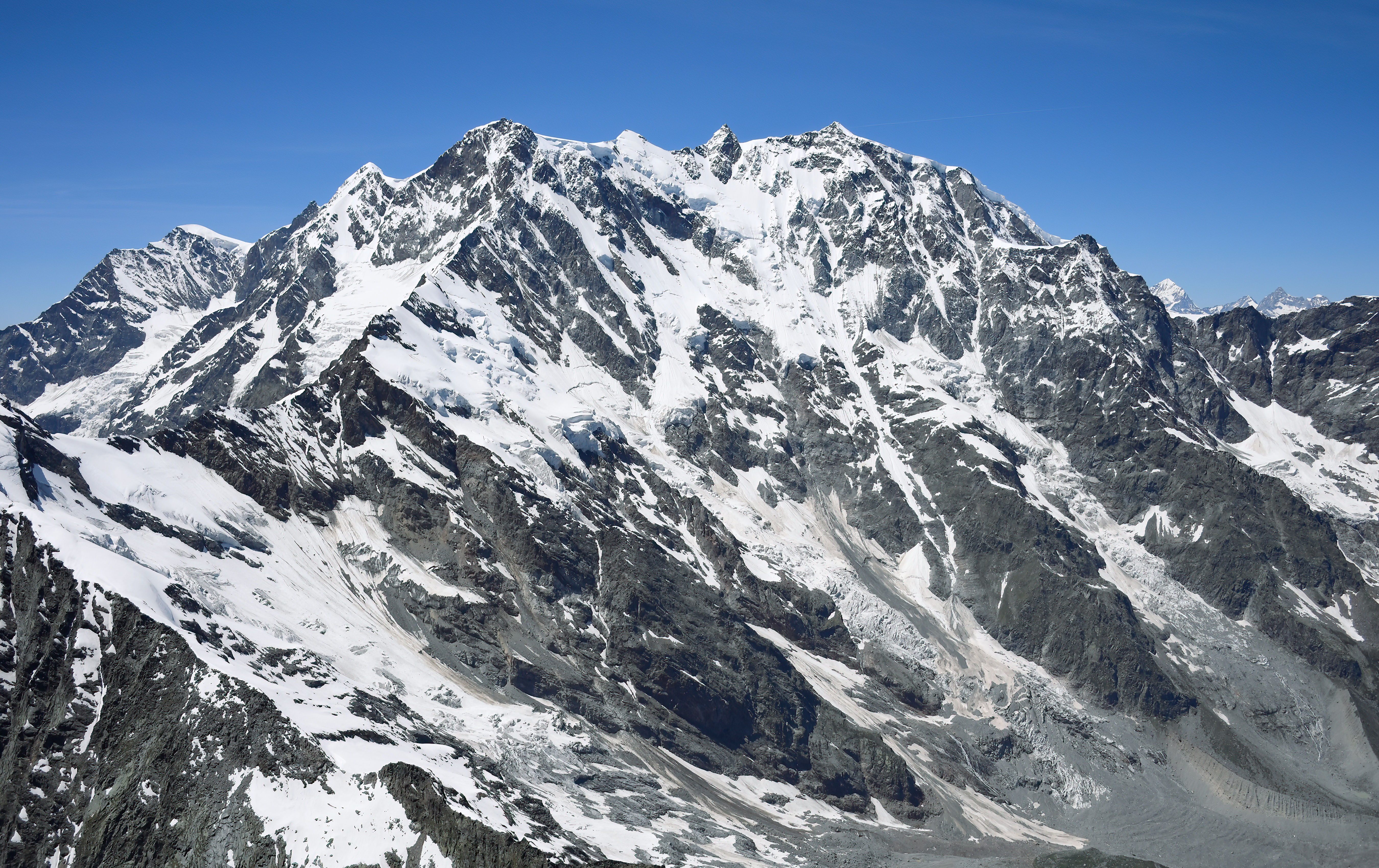
Monte-Rosa-Ostseite, die Macugnagawand. Sie ist mit etwa 2400 Metern Höhe über dem darunterliegenden Ende des Anzasca-Tals die höchste Wand der Alpen.

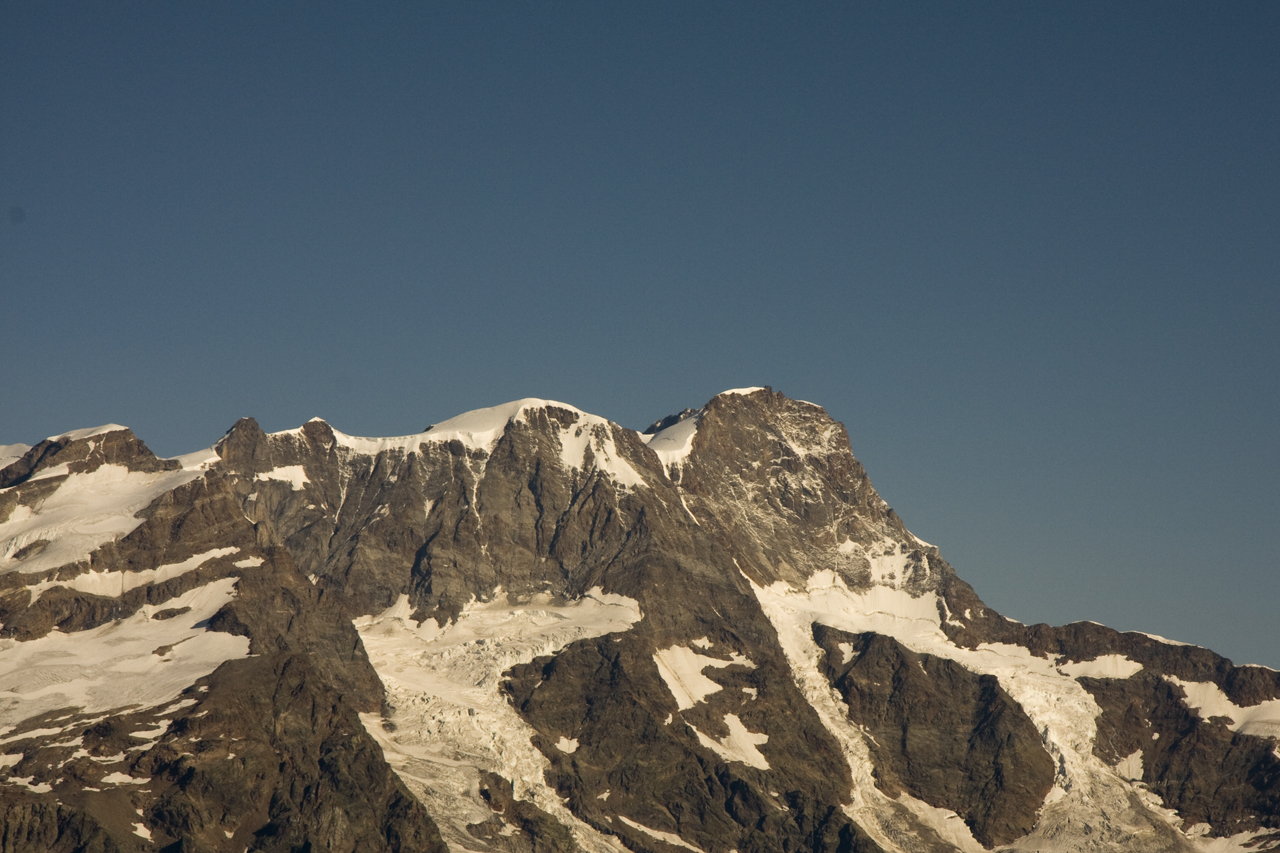
Die Sesiawand, Südostwand des Monte Rosa. Von links nach rechts: Vincent-Pyramide, Schwarzhorn, Ludwigshöhe, Parrotspitze und Signalkuppe.

Der Monte Rosa ist ein ausgedehntes Gebirgsmassiv in den Walliser Alpen, auf der Grenze zwischen Italien und der Schweiz. Sein Hauptgipfel, die Dufourspitze, ist mit 4634 m ü. M. der höchste Punkt der Schweiz und auch des gesamten deutschen Sprachraums. Der Monte Rosa mit der Dufourspitze als höchstem Gipfel ist nach dem Mont Blanc der zweithöchste Berg der Alpen und Westeuropas. Der Grenzgipfel mit 4617 m (südlich des 4519 m hohen Silbersattels) ist der höchste Gipfel des Monte Rosa in Italien. Die Ostwand des Massivs Richtung Italien ist mit ca. 2400 Metern Höhe die höchste Wand der gesamten Alpen.

## Beschreibung
Der Monte Rosa gehört zu etwa zwei Dritteln zu Italien und etwa einem Drittel zur Schweiz. Vom Piemont her reichen das Anzascatal und das Valsesia (auch Valle Sesia) hinauf an den Ostfuss des Massivs. Die 2400 m hohe Ostwand und die 1500 m hohe Südostwand des Monte Rosa bilden hier jeweils den Talschluss – im Falle des Anzascatals die Macugnagawand und im Falle des Valsesia die Sesiawand (Parete Valsesiana). Von Süden, vom Aostatal her, reicht das Tal von Gressoney (Lystal) bis an die Südwestflanke des Monte Rosa, der hier via Lisgletscher am leichtesten zugänglich ist. Im Nordwesten führen von Zermatt am Beginn des Mattertales im Wallis her die Täler des Gornergletschers und des zerklüfteten Grenzgletschers hinauf in die Gipfelregion des Monte Rosa.
Die üblicherweise benannten Gipfel über 3950 m im Monte-Rosa-Massiv sind:
1. Dufourspitze (4634 m)
2. Dunantspitze, vormals Ostspitze (4631 m)
3. Grenzgipfel (4617 m)
4. Nordend (4608 m)
5. Zumsteinspitze (4563 m)
6. Signalkuppe (4554 m)
7. Parrotspitze (4434 m)
8. Ludwigshöhe (4341 m)
9. Schwarzhorn (4321 m)
10. Vincent-Pyramide (4215 m)
11. Balmenhorn (4167 m)
12. Punta Giordani (4046 m)
13. Jägerhorn (3970 m)[2]

Die Dunantspitze ist ein Nebengipfel der Dufourspitze. Der Grenzgipfel erfüllt das Gipfelkriterium nicht, ist aber der höchste Punkt im Monte-Rosa-Massiv, der auf italienischem Boden liegt.
Die Gipfel des Monte Rosa zählen zu den höchsten der Alpen. Nur das Mont-Blanc-Massiv ist noch höher, besitzt jedoch aufgrund der grösseren Vergletscherung weniger benannte Gipfel über 4500 m und nimmt im Vergleich auch nicht mehr Fläche ein.
Der Monte Rosa dominiert das ganze westliche Oberitalien.
Von der Schweiz aus ist der Monte Rosa dagegen vor allem aus dem Tessin sichtbar sowie von den Höhen über Zermatt.
Die Italiener zählen zum Teil auch den Liskamm noch zum Monte Rosa, da er von Südosten her weniger vom Massiv getrennt scheint als von Nordwesten her.

## Namensgebung
Die von der Schweiz am besten sichtbare Dufourspitze trug früher den Namen Gornerhorn, wurde aber zu Ehren des Schweizer Generals Guillaume-Henri Dufour umbenannt.
Beachtenswert ist die Nomenklatur im Bereich des Monte Rosa. Das Massiv selbst hat einen italienischen Namen, der sich vom arpitanischen Wort roëse (Gletscher[bach]) ableitet. Auf Französisch wird der Berg Mont Rose genannt, auf Walserdeutsch Der Gourner.
Ein deutscher Name existiert offenbar nicht. Dagegen haben die Einzelgipfel samt und sonders deutsche Namen, wobei nur in Einzelfällen italienische Namen existieren, vor allem nachträgliche Italienisierungen.
Das gilt auch für die ganz auf italienischem Boden liegenden oder von dort erschlossenen und benannten Gipfel Zumsteinspitze, Balmenhorn und Vincent-Pyramide sowie für den Liskamm, ferner für die Anhängsel Fillarhorn, Jägerhorn und Punta Grober. Hintergrund ist, dass der Monte Rosa seit dem Mittelalter ringsherum von deutschsprachigen Oberwallisern und (in einzelnen Orten auch aller drei Täler der italienischen Seite) Walsern (höchstalemannische Dialekte) bewohnt wird. Diese prägten offenbar die Namen der einzelnen Spitzen, während das Massiv als solches vor allem aus dem italienischen Unterland in Erscheinung tritt.

## Hütten

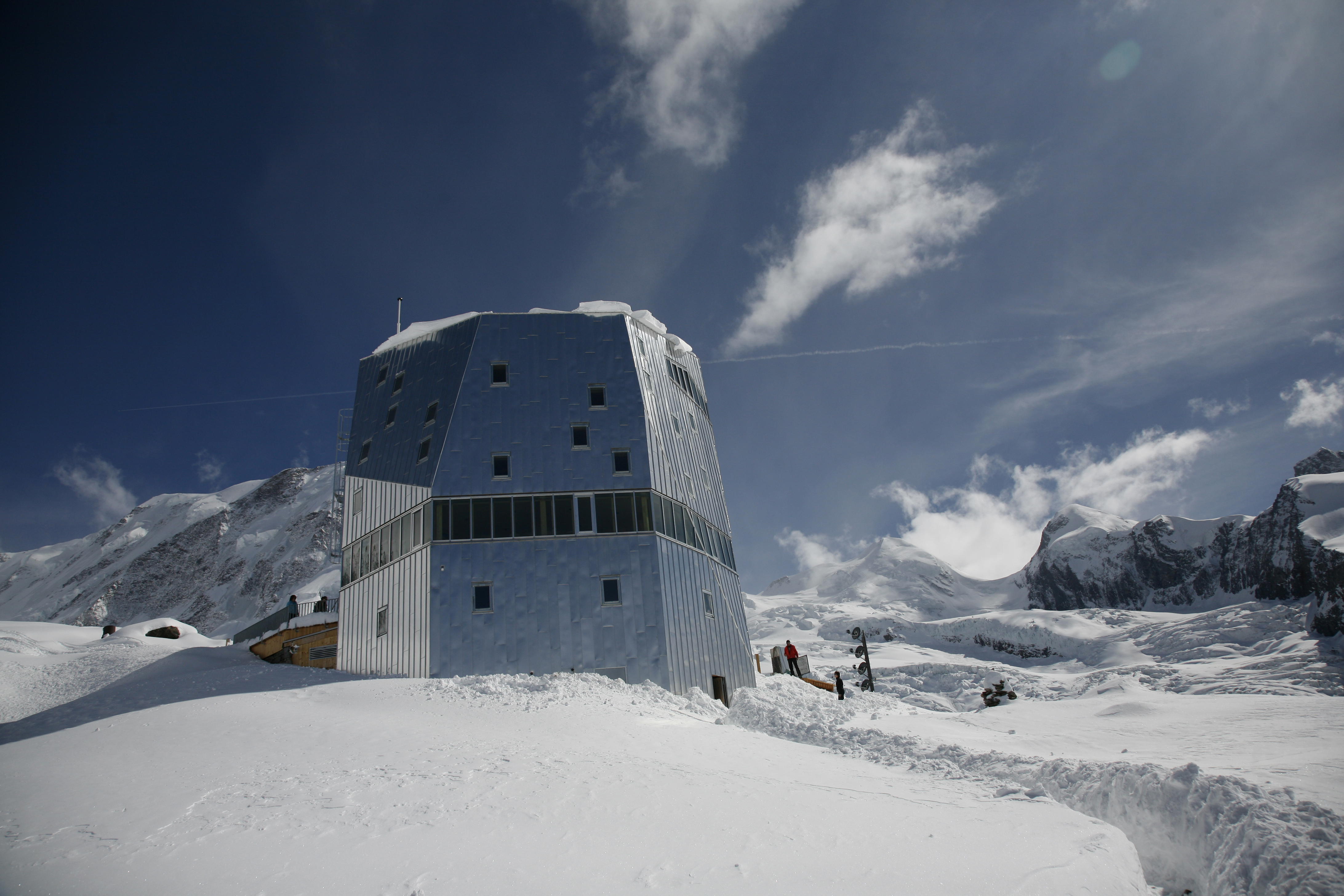
Die neue Monte-Rosa-Hütte

Die Monte-Rosa-Hütte des SAC steht auf 2883 m ü. M. am nordwestlichen Fuß des Monte-Rosa-Massivs auf einem abfallenden Felsplateau, das «Plattje» genannt wird. Zum 150-Jahre-Jubiläum der ETH Zürich wurde 2008 die «Berghütte der Zukunft» erbaut, diese ersetzte die knapp 100 m tiefer gelegene Berghütte von 1894.
Die Signalkuppe/Punta Gnifetti trägt die höchstgelegene Hütte der Alpen, die Capanna Regina Margherita (4554 m), die auch das höchstgelegene feste Bauwerk Westeuropas ist. Auf dieser sog. «Kopfwehkiste» befindet sich eine permanente höhenmedizinische Forschungsstation, zudem dient sie während der Sommermonate als bewirtschaftete Unterkunft für Bergsteiger.

## Besteigungen

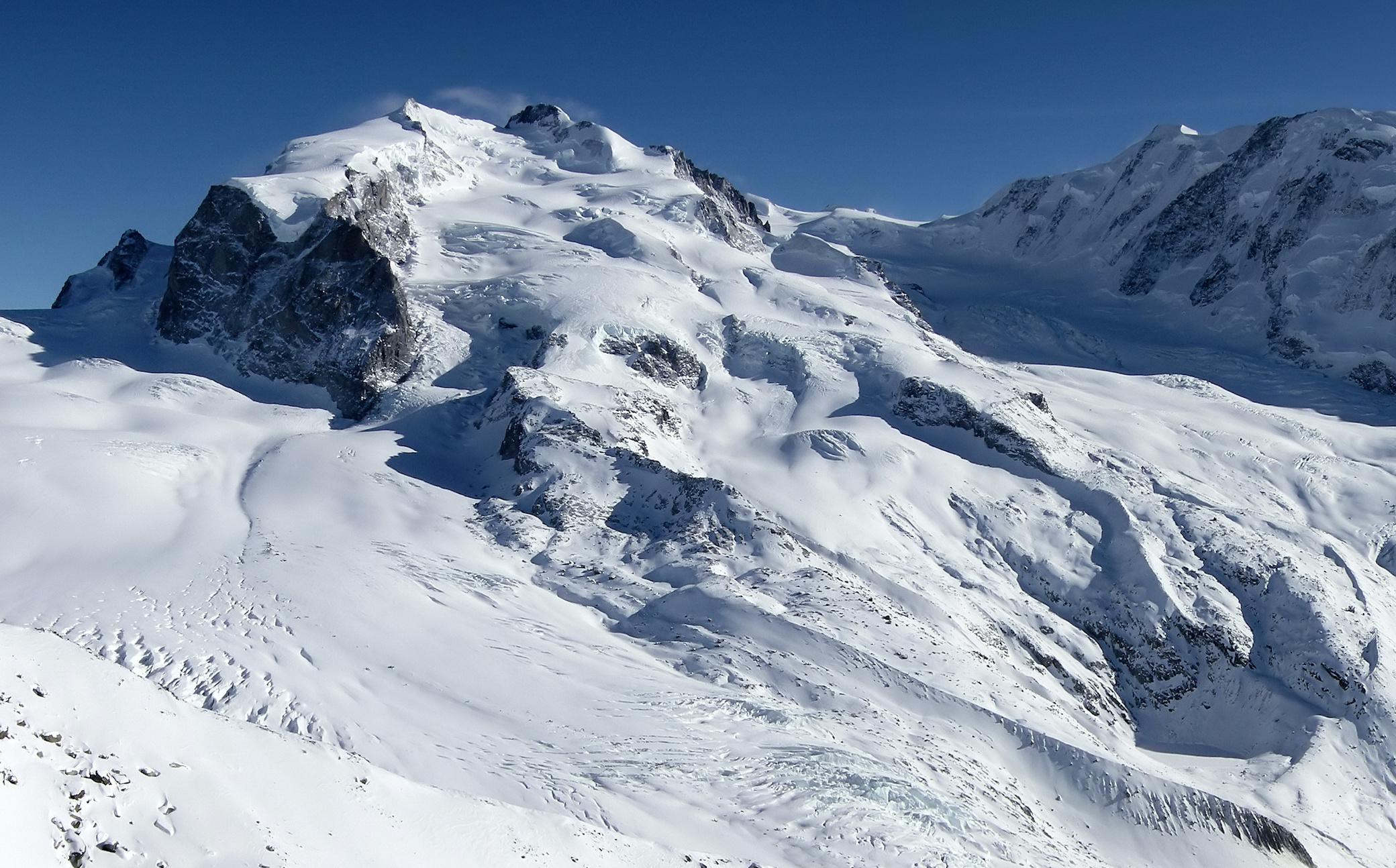
Monte-Rosa-Massiv (li.) und Liskamm im Winter, getrennt durch den Grenzgletscher. Die sichtbare, im Schatten liegende Flanke des Liskamm ist dessen Nordwand und über 1.000 m hoch. Links im Bild der Gornergletscher, in den der Grenzgletscher fliesst (rechts unterhalb des Bildausschnitts).

Monte Rosa-Gebiet aus 4000 m Höhe, Ballonaufnahme von Eduard Spelterini, 1909

Die erste dokumentierte Hochtour in die Hochregion des Monte Rosa unternahmen 1778, 1779 und 1780 Walser aus Gressoney auf der Suche nach dem in ihrem Sagenschatz beschriebenen «verlorenen Tal» (verlorus Täli). Sie gelangten bis auf den obersten Lisgletscher (Entdeckerfels / Roccia della Scoperta, 4178 m).
Bestiegen wurde zuerst die den Tälern von Gressoney und Alagna Valsesia nächstgelegene Punta Giordani durch Pietro Giordani 1801. Es folgten die Vincent-Pyramide durch u. a. ihren Namenspatron Johann Nikolaus Vincent am 5. August 1819 und die Zumsteinspitze durch u. a. Joseph und Johann Niklaus Vincent, Joseph Zumstein, Molinatti und Castel am 1. August 1820, beide über den Lisgletscher.
Die übrigen Hochgipfel folgten später: Die Signalkuppe erreichte nach drei missglückten Versuchen der Pfarrer von Alagna Valsesia, mit Giovanni Gnifetti, Giuseppe Farinetti, Cristoforo Ferraris, Cristoforo Grober, den Brüdern Giovanni, Giacobbe Giordani, und zwei Trägern.
Die Besteigung der Dufourspitze erfolgte von der Schweizer Seite her am 1. August 1855 durch Charles Hudson, John Birbeck und Christopher und James G. Smyth mit Ulrich Lauener und Matthäus und Johannes Zumtaugwald. Das Nordend folgte am 26. August 1861, die Parrotspitze am 16. August 1863. 1893 errichtete der Club Alpino Italiano auf der Signalkuppe die Capanna Regina Margherita.
Bergsteigerisch (und für Steilwandskifahrer) ist der Monte Rosa vor allem interessant wegen seiner fast 2000 m hohen und 10 km langen Ostwand. Die leicht zugänglichen Hochgipfel zwischen Zumsteinspitze und Ludwigshöhe sind bei gutem Wetter zu Zeiten überlaufen.
Der übliche Zugang erfolgt heute, soweit es um die zentralen und südlichen Gipfel geht, vom Passo dei Salati (2936 m) am Südende des Massivs her. Auf ihn führt von Alagna Valsesia eine Seilbahn und von Gressoney her ein Lift. Wenn im Winter das Skigebiet geöffnet ist, kann man derzeit mit der Seilbahn bequem auf die Punta Indren hinauffahren – diese Möglichkeit wird von Freeride-Skifahrern und Skibergsteigern als willkommene Aufstiegshilfe auf dem Weg zur Gnifetti-Hütte (oder zur Mantova-Hütte) gerne genutzt.
Vom Passo dei Salati führt der Zustieg über den mit Fixseilen versicherten Stolemberg zum Lysgletscher, der anstrengender auch direkt von Gressoney her erreicht werden kann. Die beiden nördlichen Gipfel, Nordend und Dufourspitze, werden ganz überwiegend von Zermatt her über die Monte-Rosa-Hütte angegangen, welche von der Station Rotenboden der Gornergratbahn aus erreichbar ist.

## Routen

### Längste Eiswand Europas: „Monte Rosa Ostwand“
„Die Monte Rosa Ostwand ist die längste und berühmteste Eiswand Europas.“ Sie ist eine kombinierte Eistour im mittleren Schwierigkeitsgrad (55° / Schwierigkeitsgrad 3-) hoch zur Dufourspitze und umfasst 2400 Höhenmeter, davon 1600 m hochalpine Kletterei und Eiskletterei. Die Höhe des Einstiegs liegt in 3036 m Höhe an der Capanna Marinelli Damiano CAI. Talort ist Pecetto in 1365 m Höhe, ein Ortsteil von Macugnaga. Erstbesteiger waren Richard und Wilhelm Martin Pendelbury und Charles Taylor mit Ferdinand Imseng, Gabriel Spechtenhauser und Giovanni Oberto im Juli 1872.

## Geologie

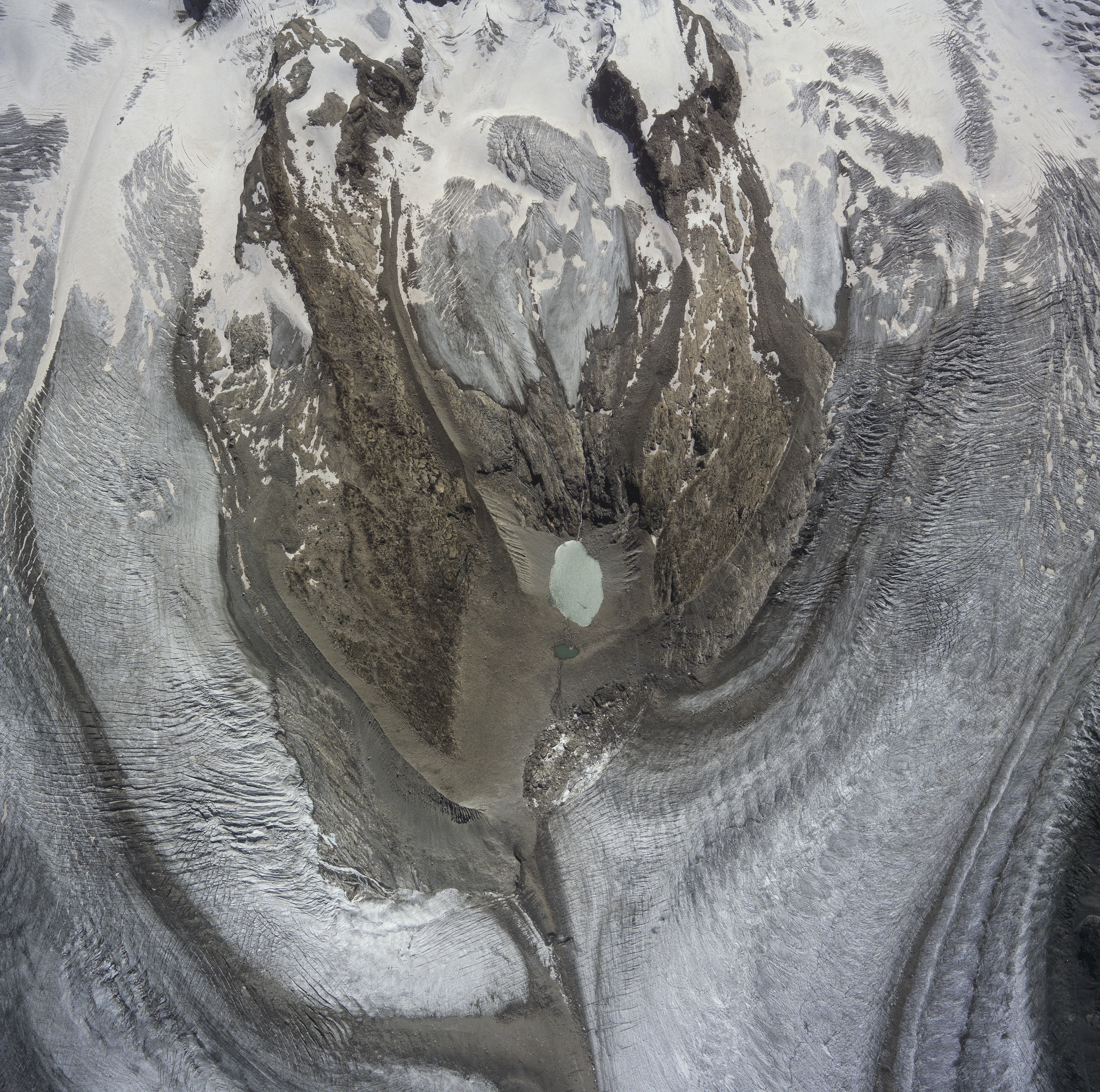
Luftbild des Monte-Rosa-Massivs mit dem Gornergletscher (links) und dem Grenzgletscher (rechts)

Das gesamte Massiv besteht überwiegend aus Graniten und Granitgneisen, die wiederum vor allem aus Quarz, Kalifeldspat, Albit und Hellglimmer bestehen. Da die Metamorphose solcher Gesteine in größerer Tiefe stattfindet, deutet dies darauf hin, dass das gesamte Gebiet früher viel tiefer lag und später an die Oberfläche befördert wurde. Dies geschah zunächst in Form einer tektonischen Decke, der Monte-Rosa-Decke. Nach der Überschiebung der Decke auf die heute unterliegenden Gesteine wurde der gesamte Stapel in einer zweiten Gebirgsbildungsphase noch einmal stark gehoben.

### Entstehung
Vor etwa 100 Millionen Jahren, in der mittleren Kreidezeit, wurde die heutige Iberische Halbinsel durch die Öffnung des Nordatlantiks nach Südosten verschoben und, losgelöst von Europa, zu einem eigenständigen Mikrokontinent (Iberia), dessen nördliche Spitze die so genannte Briançonnais-Halbinsel darstellte, aus der schliesslich auch das Monte-Rosa-Massiv entstand. Nördlich davon kam es zur Öffnung eines neuen Meeres, des Walliser Ozeans (Valais-Ozean). Im Süden von Iberia bestand ein weiterer Ozean, der Piemont-Ozean, auch alpine Tethys genannt.
Zur gleichen Zeit begann sich die zur großen afrikanischen Platte gehörende kleinere apulische Platte (Apulia), die das südliche Ufer dieses Ozeans bildete, nach Norden zu verschieben – und zwar wesentlich schneller als ihr afrikanischer Mutterkontinent, so dass sich Apulia von Afrika löste. Durch die daraus entstehende Zangenbewegung zwischen dem im Norden gelegenen Iberia und dem von Süden nahenden Apulia musste sich der Piemont-Ozean zwangsläufig schliessen: An seinem Südrand begann er, unter den apulischen Kontinentalrand zu subduzieren.
Nach dem Piemont-Ozean wurde auch das Briançonnais in die Subduktion einbezogen, danach auch der Valais-Ozean. Im Eozän (vor 50–40 Millionen Jahren) begann schließlich der Zusammenprall zwischen Apulia, den davor und unter seinem Nordrand liegenden subduzierten Resten auf der einen Seite und Europa auf der anderen. Während der Gebirgsbildung (Orogenese) vor 35 Millionen Jahren verdickte die gegenseitige Überschiebung von Gesteinen die kontinentale Kruste, die Gesteine sanken ab, gerieten in größere Tiefe und wurden starkem Druck und großer Hitze ausgesetzt. Dies machte sie plastischer, Gesteinsverbände gerieten in Bewegung, überlagerten und verformten sich. Zu diesem Zeitpunkt entstanden die tektonischen Decken, so auch die Monte-Rosa-Decke. Vor 20 Millionen Jahren schließlich führte eine starke Verformung des Penninikums zur endgültigen Faltung und Hebung, es begann die Erosion der Alpen, die zu den heute sichtbaren schroffen Bergen führte.